# Energía Eléctrica de Venezuela

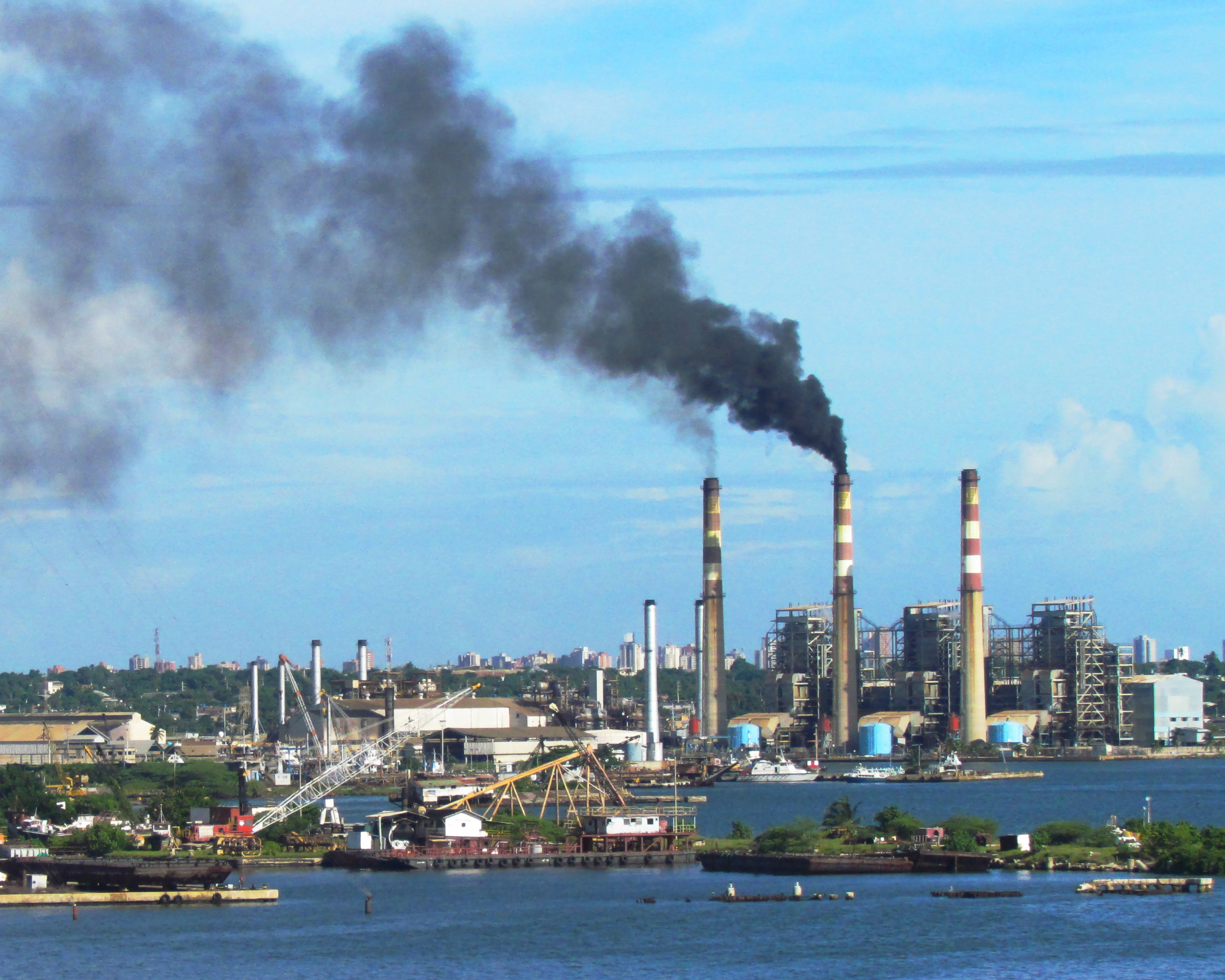
Planta Termoeléctrica en Maracaibo de ENELVEN

Energía Eléctrica de Venezuela (ENELVEN) fue una empresa estatal venezolana, con base en Maracaibo y cuya área de operación se centraba en el Estado Zulia. La empresa se convirtió en filial de la Corporación Eléctrica Nacional (CORPOELEC) que agrupaba y posteriormente absorbería a las demás compañías eléctricas de ese país. ENELVEN administraba además a la Energía Eléctrica de la Costa Oriental (ENELCO).

## Historia
La empresa fue fundada en 1888 bajo la denominación de "The Maracaibo Electric Light Company", para entonces sólo operaba en Maracaibo, una de las primeras ciudades  dotada con servicio eléctrico en América del Sur. 
En, 1924 es vendida la empresa y cambia su nombre a "Venezuelan Power Company Ltd." y desde entonces se propone ampliar sus negocios a otros lugares del Zulia; no fue sino hasta 1940 que adoptaría finalmente el nombre de C.A. Energía Eléctrica de Venezuela. La empresa tuvo participación accionaria del Estado pero en forma minoritaria hasta que en 1976 éste adquiere la mayoría de la compañía. 
En 1969 es creada la filial de ENELVEN, Procedatos, para encargarse del procesamiento de datos y computación.
En 1988 firma el acuerdo de interconexión junto a CADAFE, La Electricidad de Caracas y la Electrificación del Caroní. En 1990 es creada la empresa filial Energía Eléctrica de la Costa Oriental con el fin de cubrir la demanda energética del este del Estado Zulia, conocido como la Costa Oriental del Lago. A mediados de 2000 son creadas dos nuevas filiales ENELVEN Distribuidora (ENELDIS) y ENELVEN Generadora (ENELGEN) pero en 2005 desaparecen por ser fusionadas a la empresa matriz nuevamente. 
En 2007 ENELVEN pasó a ser una filial de la Corporación Eléctrica Nacional. Desde entonces, la falta de mantenimiento e inversión por parte del Estado venezolano, aunado a otras causas, ha provocado que el sistema eléctrico se encuentre en un profundo estado de deterioro hasta la actualidad. En 2009 comienzan los primeros racionamientos programados en la región Zuliana, dando inicio formal a la crisis energética de Venezuela.